# Eudarcia sacculata
Eudarcia sacculata är en fjärilsart som beskrevs av László Anthony Gozmány. Eudarcia sacculata ingår i släktet Eudarcia och familjen äkta malar. Inga underarter finns listade i Catalogue of Life.